# Теренс Атертон
Артур Теренс Атертон (енгл. Arthur Terence Atherton; Вајвертри код Ливерпула, 3. август 1902 — Татаровина, 15. јул 1942) био је британски новинар, ратни извештач и власник новина на енглеском језику у Београду од 1931. до 1941. године. Био је официр Управе за специјалне операције са чином мајора, још у предратном Београду, али и током Другог светског рата на простору окупиране Југославије.
Убијен је 15. јула 1942. године. Већина извора из тог периода указује да су га убили партизани, а послератна историографија се определила за верзију да је мајора Атертона убио и опљачкао жандармеријски поручник Спасоје Дакић, командант Челебићког батаљона Фочанске бригаде Југословенске војске у Отаџбини.